# Heavy Metal L-Gaim
Heavy Metal L-Gaim (яп. 重戦機（ヘビーメタル）エルガイム Дзюсэнки (Хэби Мэтару) Эругайму, Тяжёлый металл Л-Гаим) — японский аниме-сериал, выпущенный студией Nippon Sunrise, транслировался с 4 февраля 1984 года по 23 февраля 1985 года. Всего выпущены 54 серии аниме. Той же студией были выпущены 3 отдельные OVA-серии. По версии журнала Animage, главный герой Даба Майроуд стал мужским персонажем 1984 года. Примечательно, что дизайнер персонажей позже начал работать над мангой The Five Star Stories, на основе которой был выпущен полнометражный фильм. Здесь наблюдается много схожестей с Heavy Metal L-Gaim.

## Сюжет
Действие происходит в далёком будущем на пустынной планете Коам. Даба Майроуд и его друг Мираум Као встречают группу воров во главе с Миямой Лилин, которые хотят продать за много денег робота Ла-Гайма. После первой неудачной атаки один из воров — девушка по имени Фаннерия Аму — влюбляется в Дабу, а один из умирающих воров просит Дабу доставить карточку некоему лицу по имени Амандара Камандара. Даба испытывает большие сложности в поисках Амандары, параллельно он будет вести борьбу против воинов Посейдала, которые уничтожили его родное государство, постепенно он будет набирать новых союзников из повстанческих фракций на разных планетах.

## Список персонажей
Даба Майроуд — Главный герой истории. Был когда-то принцем королевской династии на планете Мидзум, которая была полностью уничтожена армией Посейдал. Поэтому посвятил свою жизнь тому, чтобы отомстить Посейдалу и возродить былую славу клана. Он начинает пилотировать робота Ла-Гайма и по мере развития сюжета объединяет несколько фракций на нескольких планетах для борьбы против Посейдала. Нередко во время боя может вести себя безрассудно.
Сэйю: Хирокадзу Хирамацу
Мираум Као — Друг детства Давы, который путешествует с ним с самого начала. Недальновидный парень, который всегда не уверен в выборе и какое то время мечтал вступить в армию Посейдала. Пилотирует Ла-Гайма, Де-Серда и Листу.
Сэйю: Хотю Оцука
Аму Фаннелия — Бывшая актриса, которая начала везти преступную жизнь. Она сразу влюбляется в Дабу и решает следовать за ним. Не обладает особыми талантами, но очень предана Дабе и уделяет много времени, чтобы повысить свои навыки. В сопернических отношениях с Го Ха Леки, так как та тоже заинтересована в Дабу.
Сэйю: Тиэко Хонда
Го Ха Леки — Бывший тренер 13 элитного отряда Посейдала и впервые встречает Дабу, когда тот крадёт корабль вместе с ней. Она влюбляется в Дабу с первого взгляда и решает следовать за ним. Квалифицированный и опытный пилот, нередко ссорится с Аму за внимание Дабу. Впоследствии разочаровывается в действиях повстанцев и решает войти в частную армию Амадры Камадры, но в конечном счёте возвращается.
Сэйю: Мария Кавамура
Лиллис Фо — Последняя оставшееся фея в мире Пентагона. Даба впервые встретил её в городе Преармо. Быстро присоединяется с главным героям, не сильна в бою, поэтому в основном исполняет обязанности повара. Примечательно, что внешне и характером она абсолютна идентична персонажу Чам Хуау из сериала Seisenshi Dunbine, также их озвучивает одна и та же сэйю.
Сэйю: Мария Кавамура
Семуж Шато — Лидер повстанцев на планете Тридетоль, который объединяет силы с Дабой. Может оказывать большие поставки оружия другим фракциям. Позже выясняется, что он является шпионом Фул Флэт, но Даба прощает его и решает держать на борту.
Сэйю: Тэссё Гэнда
Стелла Кобан — Лидер повстанцев на планете Мизум. Несмотря на то, что он и Даба являются союзниками, их мнения сильно расходятся. В частности, Даба был разочарован, когда узнал, что Стелла выделят много денег своим подчинённым и некоторые из них даже не лояльны к нему. В конце концов его убивают в его же базе.
Посейдал Олдна — Легендарный и бессмертный император с планеты Гестогал. Имеет белые волосы и глаза разного цвета, использует свою сверх-силу, чтобы управлять разумом других людей. Фактически непобедим. Погиб, когда био-система, сохраняющая его молодость, была уничтожена.
Сэйю: Саэко Симадзу
Амандара Камандара — Таинственный богатый торговец, который поставляет оружие повстанцам и военным. В реальности он является Псейдалом, который время от времени оставляет марионетку на своём троне, выполняя роль Амандары.
Сэйю: Синдзи Тоёда
Миан Ку Ха Атшер — Один из храмовых рыцарей Посейдала. Миан влюбилась когда то в него и в конечном итоге полностью попала под его контроль. С помощью био-силы, данной от Посейдала, приобрела бессмертие она стала марионеткой Посейдала и изображает его, в то время, как Посейдал отсутствует. Скрывает свою внешность от публики. Когда к ней частично возвращается самосознание, она отключает био-систему и вместе с Посейдалом умирает от старости.
Фул Флэт — Приближенная Посейдала, также влюблена в него. В отличие от Миан, она не смогла завоевать любовь у Посейдала, но получила астероидную базу в знак благодарности за предоставленную помощь. Но через много лет она возненавидела Посейдала и решила восстать против него, заключив союз с её врагами. Погибает, когда Ла-Гайм обрушивается на неё.
Сэйю: Мика Дои
Гавлет Габлаэ — Пилот, вступивший в армию Посейдала и мечтает стать в её главе. Стал заклятым врагом Дабы после мелкого спора. В конечном счёте становится капитаном космического корабля.
Сэйю: Сё Хаями
Кьювасан Олиби
Сводная сестра Дабы, которую он когда то потерял. В конечном счёте она становится марионеткой Посейдала и работала шпионом. Она провоцировала Гивазу на восстание против Посейдала и Гиваза в конце концов похищает её. Даба и Гавлет (который влюбился в неё) спасают девушку и избавляют от зависимости от Посейдала. Девушка решает помочь главным героям в поисках Посейдала, однако за то время, как она была подконтрольна Посейдалу, её мозг сильно пострадал.

## Музыка
Начальная композиция
1. L-Gaim -Time for L-GAIM- (яп. エルガイム-Time for L-GAIM- Эругайму -Тайм фор ЛА-ГАйМ-) исполняет MIQ
2. Kaze no No Reply (яп. 風のノー・リプライ Кадзэ но Но: Рипурай) исполняет Мами Аюкава

Завершающая композиция
1. Starlight Shower (яп. スターライトシャワー Сута:райто Сява:) исполняет MIQ

Прочая композиция
1. Kizutsuita Jealousy (яп. 傷ついたジェラシー Кидзуцуйта Дзэраси:) исполняет Мами Аюкава

## Отзывы
В 2023 году сайт ITmedia провёл опрос 9 самых популярных работ Ёсиюки Томино помимо Gundam. В результате Heavy Metal L-Gaim занял третье место.